# Anomala palawana
Anomala palawana är en skalbaggsart som beskrevs av Ohaus 1910. Anomala palawana ingår i släktet Anomala och familjen Rutelidae. Inga underarter finns listade i Catalogue of Life.